# Уйти в отрыв (телеигра)
Уйти в отрыв (англ. Breakaway) — британская телевикторина, ведущем которой является Ник Хэнкок, которая выходила в эфир с 12 марта по 2 ноября 2012 года на канале BBC Two. В ней 6 конкурсантов соревновались между собой, чтобы выиграть приз до 10.000 фунтов. Деньги могут выиграть участники, идущие вместе в команде, чтобы разделить их между собой в случае победы, или 1-2 игрока, которые приняли решение «уйти в отрыв», перейдя на специальную красную дорожку, чтобы выиграть деньги для себя.
Повторы выпусков телеигры с переводом на русский язык шли в 2013—2014 годах на канале Вопросы и ответы.

## Правила
Игра устанавливается на специальной дорожке из 30 шагов. Путь разделён на две части: большая главная дорожка, с которой начинают все участники, и специальная красная «отрывная» дорожка.
Чтобы идти вперёд по дорожке, игроки должны правильно отвечать на вопросы. Первый 21 вопрос даётся на определённую тему — 7 тем из трёх вопросов каждая — конкурсантам даётся 15 секунд для ответа на каждый вопрос. Первая из тем определяется случайно, если кто-то не «оторвался», в некотором случае, участнику предлагается что-то взамен. На последние 9 вопросов из разных областей знаний участникам для ответа даётся 30 секунд. На главной дорожке на вопрос может отвечать только 1 игрок, который делает шаг вперёд и отвечает на вопрос. Если на главной дорожке был дан правильный ответ, все конкурсанты делают шаг вперёд и добавляются 100 фунтов. Если был дан неправильный ответ на вопрос, то ответивший игрок делает шаг назад на прошлую ступень, или все деньги «сгорают». Джекпот выигрывается, когда все участники пересекут зелёную лазерную финишную черту в конце дорожки, и деньги делятся между игроками поровну.

### Уход в отрыв
В начале игры всем участникам предлагается шанс «уйти в отрыв». Для принятия решения игрокам даётся 5 секунд, а первому конкурсанту, нажавшему свою кнопку, которую он держит в руках, разрешается «уйти в отрыв». Если игрок «отрывается», ему нужно перейти на красную дорожку. Если это было сделано в самом начале, то бонус 1000 фунтов добавляется в джекпот (первый сезон). На дорожке отрыва все вопросы стоят 300 (во 2 сезоне — 400) фунтов. Участнику разрешается взять в помощники второго игрока, если он думает, что может помочь при условии деления приза пополам. Если участник, которого пригласил «оторвавшийся» игрок, принимает предложение, он переходит к первому игроку на дорожку отрыва. На линии отрыва могут находиться только 2 участника.
«Оторвавшиеся» участники должны отвечать на вопросы самостоятельно (вопросы те же самые на обоих дорожках). Каждый раз, когда конкурсант отвечает неправильно, он теряет жизнь (см. ниже), либо, если у них нет жизней, то они выбывают из игры. Каждый раз, когда конкурсант отвечает неправильно, джекпот остаётся неизменным для других игроков, стоящих на главной дорожке при выбывании «оторвавшегося» соперника. Оставшиеся игроки идут по главной дорожке до того места, где остановился вылетевший ушедший из игры участник. Если на дорожке находятся 2 игрока, оставшиеся участники остаются там, где находятся, и выбирают одного участника, стоящего на дорожке отрыва, и выбирают: отнять жизни или, если у этого игрока нет жизней, удалить его из игры. Если игрок, ушедший в отрыв, достигает конца дорожки сам, он выигрывает все деньги для себя.

### Точки отрыва и жизни
По пути есть «точки отрыва», которые расположены через каждые 3 шага, за исключением одного, который на 29 вопросе (во 2 сезоне последняя линия отрыва на 24 вопросе). В этих местах происходят 2 события. Первое — особенный вопрос, в котором участники могут заработать «жизнь», которая поможет подстраховать игрока от проигрыша на линии отрыва. Любая заработанная жизнь отображается на бейдже конкурсанта в виде синего огонька. Если участник с жизнью на линии отрыва на вопрос отвечает неправильно, он теряет жизнь и делает шаг на исходную ступень и в целом не выбывает из игры. Если 2 игрока находится на линии отрыва и имеют жизнь, остальные игроки вправе выбирать, какой игрок теряет жизнь. Если участник на линии отрыва имеет одну или несколько жизней, а второй не имеет, остальные конкурсанты выбирают, хотят ли они забрать жизнь у первого участника или отправить домой второго.
Вопрос для жизни состоит из ряда ключей к разгадке правильного ответа, всегда начинающийся с вопроса на тему «Кто?», «Что?» или «Где?». Первый участник, давший правильный ответ, получает жизнь или забирает у другого, если таковой имеется (во 2 сезоне не забирает). Он также может выбрать следующую категорию. Если игрок даёт неправильный ответ на жизненный вопрос, то он вне игры в течение этого вопроса. В течение игры можно выиграть 5 жизней (после вопросов 3, 6, 9, 12, 15).
После того, как заработана жизнь, соперникам предлагается шанс «уйти в отрыв», если есть свободное место на линии отрыва (только 2 игрока могут перейти на линию и только один раз). Если участник уже оторвался, ему может быть сделано предложение позвать к себе второго игрока. Если 2 конкурсанта ушли в отрыв, то они играют в обычном режиме. Если есть только 2 оставшихся участника, и они оба на линии отрыва, то игрок, который присоединился последним, выбывает. Если все соперники выбыли, деньги сгорают.

### 2 сезон
Второй сезон стартовал 8 октября 2012 года с небольшими изменениями правил из первого сезона.
Вместо 30 вопросов осталось 25, разделённых на 6 тем по 3 вопроса, с последующими 7 вопросами на разные темы в конце главной дорожки. На линии «уйти в отрыв» за каждый правильный ответ даются 400 фунтов, но больше нет того бонуса в 1000 фунтов на линии отрыва перед первым вопросом.
Сейчас есть только 4 шанса получить жизнь, одна жизнь после 15 вопроса убрана. Жизнь также не могут быть взяты у других игроков, у которых они есть. Жизни могут также быть использованы на главной дорожке за один раз; если на главной дорожке дан неправильный ответ на вопрос, тот участник, имеющий жизни, может пожертвовать ей ради того, чтобы общие деньги не сгорели. Как и на линии отрыва, у участников есть в руках кнопки для нажатия, и 5 секунд, в течение которых они могут нажать на неё.
В дополнение, в 20-м и финальном эпизоде сезона, который вышел в эфир 2 ноября 2012 года, была игра «Чемпиона из чемпионов» с 6 сильнейшими участниками-победителями этого сезона, вернувшимися для очередной попытки и выигрыша 10.000 фунтов.

## Передачи
| Сезон | Премьера       | Окончание     | Выпуски |
| ----- | -------------- | ------------- | ------- |
| 1     | 12 марта 2012  | 6 апреля 2012 | 20      |
| 2     | 8 октября 2012 | 2 ноября 2012 | 20      |

## Регистрация
Читатели на сайте UKGameshows.com назвали это шоу лучшей новой телевикториной 2012 года в своих опросах на тему «Зал славы».

## Международные версии

### Китайская версия
Телеигра в китайской версии названа как «谁敢站出来» (значит: Кто рискует выделиться?). Премьера первого сезона стартовала 26 октября 2013 года на канале Zhejiang Satellite Television в 21:10 (UTC+8) каждую субботу в последующих неделях. Ведущим стал Шэнь Тао, китайский ведущий, который раньше был ведущим китайской версии программы Deal or No Deal (Ai Chang Cai Hui Ying).
Хотя это китайская версия этого шоу, в оригинальной версии есть несколько изменений. Первый сезон этого шоу похож на второй сезон оригинальной версии.
Если кто-то хочет «уйти в отрыв» перед первым вопросом, ему достаётся бонус в размере ￥5000 (820 долларов, 506 фунтов); на главной дорожке каждый вопрос стоит ￥500 (82 доллара, 51 фунт), в то время как на линии отрыва за каждый правильный ответ можно заработать ￥2000 (328 долларов, 203 фунта). Таким образом, главный приз составляет ￥55.000 (9.025 долларов, 5.571 фунт).
Но до сих пор в Китае никто не выиграл главный приз. Главным победителем стал игрок в 3 выпуске, который вышел в эфир 9 ноября 2013 года, выиграв ￥38.500.